# Бірґер Кайпіайнен
Біргер Кайпіайнен (фін. Birger Johannes Kaipiainen; 1 липня 1915, Порі — 18 липня 1988, Гельсінкі) — один із найвідоміших фінських дизайнерів і керамістів XX століття, який втілював у своїх химерних роботах численні стилізовані образи тварин і рослин (фіалки, кроншнепи). Практично все життя пропрацював на порцеляновій фабриці «Арабія» в Гельсінкі, де розробляв дизайн серійного посуду, настінних тарілок і плиток, а також робив оригінальні творчі роботи (панно, барельєфи, скульптура).

## Життєпис
Біргер Кайпіайнен навчався під наставництвом Артту Бруммера в Центральній школі мистецтв і ремесел, яку закінчив в 1937.
Після закінчення був прийнятий на роботу на фабрику «Арабія», де в основному і продовжував працювати всі наступні роки. В юності він переніс поліомієліт, і його наслідки не давали Біргеру можливості використовувати стандартну техніку роботи з гончарним кругом. У 1954 Кайпіайнен поїхав на чотирирічне творче стажування до Швеції на фабрику Рьорстранд (швед. Rörstrands Porslinsfabrik), де виробив впізнавану манеру роботи з використанням яскравих кольорів і сюрреалістичних форм. Саме в цей період він придбав міжнародну популярність, зокрема завдяки виставці в Нью-Йорку (1955).

## Відомі роботи
- «Море фіалок» (англ. Orvokkimeri) — виготовлене для виставки Експо-1967 в Монреалі порцелянове панно. Сьогодні знаходиться в залі засідань міської ради Тампере.
- Серія посуду «Рай» (фін. Paratiisi) (1969).

## Визнання
- 1951 — Гран-прі Міланської триєнале
- 1963 — медаль і премія Pro Finlandia
- 1967 — Гран-прі Всесвітньої виставки в Монреалі
- 1977 — присвоєння звання професора
- 1982 — медаль принца Євгенія

У Гельсінкі в 1998 на честь Кайпіайнена була названа вулиця в районі Арабіаранта.

## Галерея
|                        |                              |  |  |
| Молочник з сервізу Рай | Настінні рельєфи Кайпіайнена |  |  |